# The Yellow Birds
The Yellow Birds es una película bélica estadounidense dirigida por Alexandre Moors y basada en la novela The Yellow Birds, de Kevin Powers. Los protagonistas son Alden Ehrenreich, Tye Sheridan, Jack Huston y Jennifer Aniston.

## Argumento
Dos jóvenes soldados, Bartle (21) y Murph (18) navegan por los terrores de la guerra de Irak bajo la orden del viejo sargento preocupado Sterling. Todo el rato, Bartle está torturado por una promesa que hizo a la madre de Murph antes de su despliegue.

## Producción
Benedict Cumberbatch y Will Poulter era originalmente elegidos pero después abandonaron después de que el proyecto fue abandonado y fueron reemplazados por Jack Huston y Alden Ehrenreich.
La fotografía principal de la película comenzó en octubre del 2015 en Marruecos.